# 立山黑部貫光立山纜車
立山登山纜車（日语：／ Tateyama kēburukā */?）是位於日本富山縣的立山黑部阿爾卑斯山脈路線中連結立山站與美女平站的一條地面缆车，也是富山地方鐵道立山線和立山高原巴士之間的連絡交通手段，由立山黑部貫光負責營運。其正式名稱原為立山開發鐵道鋼索線，並於2005年立山黑部貫光與立山開發鐵道合併後易名為立山黑部貫光鋼索線；惟與同公司旗下的黑部登山纜車正式名稱相同，故一般甚少使用該名稱。

## 路線資料
- 路線距離（營業距離）：1.3公里[1]。
- 軌距：1,067公釐（開普軌距）[1]。
- 站數：2個（即起、終點站）[1]。
- 高低差：502公尺[1]。

## 運行型態
立山登山纜車全線位於富山縣中新川郡立山町蘆峅寺境內，全長約1.3公里，自起點至終點車程花費時間約7分鐘。另外，本線在每年冬季（12月1日 - 翌年4月中旬）封山期間將暫停營運。

### 車站一覽
| 站名     | 海拔（公尺） | 高低差（公尺） | 營業距離 | 接續路線                     | 備考  |
| -------- | ------------ | -------------- | -------- | ---------------------------- | ----- |
| 立山站   | 475          | 502            | 0.0      | 富山地方鐵道立山線（往寺田） | [ 6 ] |
| 美女平站 | 907          | 502            | 1.3      | 立山高原巴士                 | [ 6 ] |

## 外部連結
- 立山黑部阿爾卑斯山脈路線 立山登山纜車 （页面存档备份，存于） （日語）
- 阿爾卑斯路線內的交通：各交通機關的說明 （页面存档备份，存于） （繁體中文）